# 부하라관박쥐
부하라관박쥐(Rhinolophus bocharicus)는 관박쥐과에 속하는 박쥐의 일종이다. 아프가니스탄과 투르크메니스탄, 우즈베키스탄에서 발견되며 이란과 파키스탄에서도 서식하는 것으로 추정된다.

## 특징
보통 크기의 박쥐로 전완장이 47~53mm이고 꼬리 길이는 22~32mm, 귀 길이는 19.3~24mm이다. 등 쪽 털은 회갈색이고 어깨는 좀더 어둡지만 배 쪽은 희끄무레한 회색이다.

## 생태
동굴과 광산 속에서 수 천마리씩 무리를 지어 은신한다. 임신과 수유 기간 동안에 암컷은 수컷과 떨어져 무리 생활을 한다. 새끼가 젖을 떼고 독립한 후 무리에 합류한다. 겨울잠은 동굴 깊은 곳에서 겨울잠을 잔다. 포식 활동은 해가 진 후에 시작한다. 먹이는 곤충 주로 나비와 딱정벌레이고 땅 가까에서 포식한다. 새끼에게 젖을 먹이는 시기 이후 또는 겨울에 짝짓기를 한다.

## 분포 및 서식지
이란 북동부, 투르크메니스탄 중부와 동부, 우즈베키스탄 남동부, 카자흐스탄 남부, 키르기스스탄 서부, 타지키스탄, 아프가니스탄 북부 지역에 널리 분포한다. 황량한 산악 지대와 구릉 지대에서 서식한다.